# Болгария во Второй мировой войне

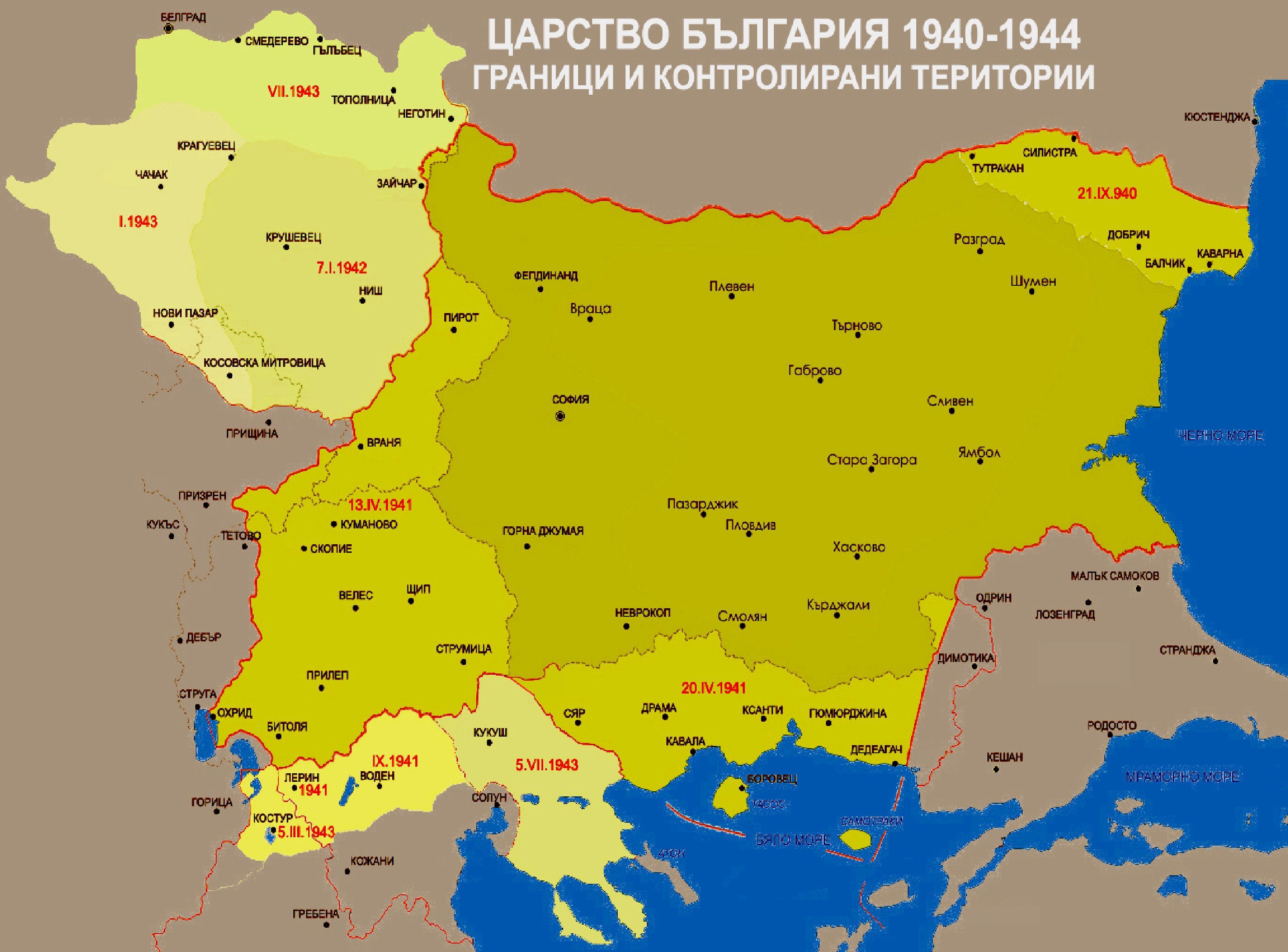
Болгария 1940—1944

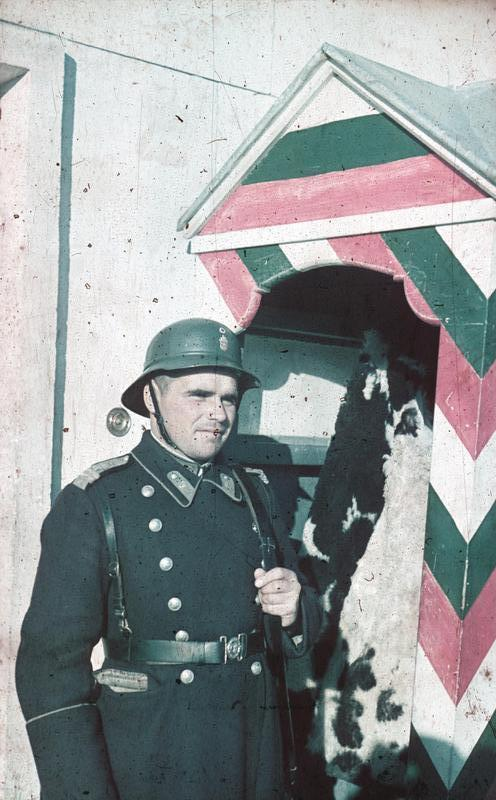
Болгарский солдат на посту. София, 1942

Изначально Болгарское царство во Второй мировой войне было союзником нацистской Германии и 1 марта 1941 года оно присоединилось к Тройственному пакту (оси). 6 апреля 1941 года болгарские войска в союзе с Германией, Италией и Венгрией приняли участие в агрессии против Югославии и Греции (см. Вторжение в Югославию и Второе вторжение в Грецию). После этой операции к Болгарии были присоединены Восточная Сербия, большая часть Македонии и побережье Эгейского моря. 13 декабря 1941 года Болгария объявила войну США и Великобритании, однако была единственной союзницей Германии, которая не разорвала дипломатические отношения с СССР и, как следствие, не участвовала в войне против Советского Союза. Советские войска подошли к границам Болгарии к осени 1944 года, и 5 сентября 1944 года СССР объявил войну Болгарии.
Когда в сентябре 1944 года после капитуляции Королевства Румыния театр военных действий переместился в Болгарию, 9 сентября 1944 года в стране произошёл государственный переворот. Ряд деятелей прогерманского режима, включая князя Кирилла (брат умершего царя Бориса III и регент малолетнего царя Симеона II), бывшего премьер-министра Богдана Филова и др. были арестованы (впоследствии интернированы в СССР, а по возвращении в Болгарию были приговорены Народным судом к расстрелу), и к власти пришло правительство Отечественного фронта во главе с Кимоном Георгиевым. Правительство Георгиева объявило войну Германии, и царская болгарская армия приняла участие в боях с немецкими войсками. После войны на основании результатов референдума 1946 года была провозглашена Народная Республика Болгария.

## Предыстория. Сближение со странами Оси
После поражения в Первой мировой войне Болгария, согласно Нейисскому мирному договору 1919 года, лишилась выхода к Эгейскому морю, западных окрестностей и Македонии. Она могла иметь армию численностью только в 33 тысяч человек (в том числе 20 тысяч — сухопутные войска). Болгарии запрещалось иметь авиацию, подлодки и какие-либо виды тяжелого вооружения. Однако весь межвоенный период в стране сохранялись реваншистские настроения. У Югославии и Греции хотели отнять Македонию, у Греции - Западную Фракию, у Румынии - Южную Добруджу, а у Турции — Восточную Фракию с Адрианополем (Эдирне).
Сближение Болгарии, Италии и нацистской Германии началось уже в 1930-е годы и значительно усилилось после военного переворота 19 мая 1934 года.
- в 1934 г. военное министерство Болгарии приняло решение приобрести в Италии 14 танкеток CV-33, 14 тяжёлых грузовиков-транспортёров танкеток «Рада», зенитные орудия и иное военное имущество общей стоимостью 174 млн левов на условиях кредита сроком на 6—8 лет. 1 марта 1935 г. в порт Варна прибыл первый транспорт с техникой;
- с 1935 г. болгарская политическая полиция вела наблюдение за советским посольством в Софии[2].
- в 1936 году Германия продала для ВВС Болгарии 12 самолётов Heinkel He 51, кроме того, в 1936 г. были подарены 12 истребителей Arado Ar 65 и 12 бомбардировщиков Dornier Do 11.
- позднее, из Италии было поставлено 50 артиллерийских тракторов-тягачей P-4-100W «Pavesi».

31 июля 1937 года правительством Болгарии была принята программа перевооружения армии, её финансирование взяли на себя Англия и Франция, предоставившие Болгарии заём в размере 10 млн долларов.
12 марта 1938 года Германия предоставила Болгарии заём в размере 30 млн рейхсмарок на закупку оружия.
1 августа 1938 года были подписаны Салоникские соглашения, в соответствии с которыми с Болгарии сняли ограничения на увеличение армии, а также разрешили ввести болгарские войска в ранее демилитаризованные зоны на границах с Грецией и Турцией.
Ещё до начала Второй мировой войны в Болгарии началась прогерманская и нацистская пропаганда — в 1938 году началось издание ежеквартального журнала «Родина», в котором пропагандировались идеи фашизма и расовая теория. Руководство изданием журнала осуществляли профессор Б. Йоцов (с 1940 по 1 июня 1944 бывший одним из руководителей министерства просвещения) и профессор Б. Филов (в 1940—1944 возглавлявший правительство Болгарии).
С 1938 года при немецком посольстве в Софии действовало представительство абвера — «Kriegsorganisation Bulgarien». Кроме того, в Болгарии начала действовать «Немецко-болгарская культурная лига», руководителем которой являлся группенфюрер войск СС фон Маслов.
После оккупации Чехословакии в марте 1939 года Германия начала поставки для болгарской армии трофейного оружия чехословацкого производства: 12 бомбардировщиков Aero MB.200, 32 бомбардировщика Avia B.71, 12 истребителей Avia 135, истребители Avia B.534, стрелковое оружие и др.
В 1939 году товарооборот с нацистской Германией составлял 2/3 от объёма внешней торговли Болгарии, немецким компаниям принадлежали акции ряда болгарских предприятий.
В начале 1940 года в Болгарии было открыто ещё одно представительство абвера — «Абверштелле „София“» (полевая почта № 11796с), получившее неофициальное название «бюро Делиуса» (его руководителем являлся сотрудник отдела «Абвер — заграница», майор Отто Вагнер, аккредитованный в Болгарии как «доктор Отто Делиус, торговый атташе при посольстве Германии в Софии»). Сотрудники резидентуры и завербованные ими агенты действовали под видом работников 30 торговых фирм, предприятий или общественных организаций — таких, как немецкая транспортная компания «Транспорт штелле», акционерное общество «Соя», акционерное общество «Орёл» и др.
В конце декабря 1939 года в приграничной зоне началось развёртывание 2-й болгарской армии, в 1940 году был создан «Фронт прикрытия» (Прикриващ фронт).
В середине мая 1940 года с разрешения разведывательного отдела Министерства обороны Болгарии, на территории Болгарии под видом «метеорологических станций» были открыты три центра радиоперехвата абвера, находившиеся в оперативном подчинении «бюро Делиуса» — в Софии (26 человек), в Варне (18 человек) и в Бургасе (9 человек).
29 июля 1940 года атташе полиции при немецком посольстве в Софии был назначен Ф. Панцингер, в задачи которого входило «консультирование болгарской полиции»
В августе 1940 года Болгария предъявила территориальные претензии Румынии, потребовав Южной Добруджи, потерянной в результате поражения во Второй Балканской войне в 1913 г. По предложению Германии и Италии вопрос о территориальных претензиях Румынии со стороны Болгарии и Венгрии был передан на рассмотрение специального Международного арбитражного суда в Вене.
7 сентября 1940 г. было подписано Крайовское соглашение, в соответствии с которым Болгария получила обратно требуемые территории.
17 октября 1940 года Германия официально предложила Болгарии присоединиться к Берлинскому пакту.
28 октября 1940 года Италия начала вторжение в Грецию. В соответствии с соглашением 1939 года, 1 ноября 1940 года части британского экспедиционного корпуса начали прибывать на греческие острова Крит и Лемнос. Эти события изменили соотношение сил в регионе. Английские бомбардировщики с греческих аэродромов могли при необходимости нанести удары по нефтепромыслам Плоешти в Румынии, которые являлись одним из основных источников топлива для военной машины нацистской Германии. 12 ноября 1940 года Гитлер подписал директиву № 18 о подготовке военной операции против Греции с использованием территории Болгарии в качестве плацдарма.
Однако Греция была слишком далеко от границ Германии и потому сначала требовалось заручиться поддержкой ряда восточноевропейских государств, которые бы пропустили немецкие войска через свою территорию. 20-24 ноября 1940 г., под давлением со стороны Германии, к трёхстороннему военно-политическому пакту «Рим — Берлин — Токио» присоединились Венгрия, Румыния и Словакия, однако болгарский царь Борис III ещё раздумывал, сделать ему то же самое или нет.
24 ноября 1940 г. правительство СССР предложило Болгарии заключить пакт о взаимопомощи. БРП (к) оказала всемерную помощь советским дипломатам, развернув всенародную Соболевскую акцию, за которую многие болгарские коммунисты были репрессированы по закону о защите государства.
К этому времени Гитлер уже не мог рассчитывать на союз с Турцией и Грецией. Его единственным союзником на Балканах была Румыния, которая имела общую границу с СССР и находилась довольно далеко от Босфора и Дарданелл.

## Участие в войне на стороне нацистской Германии

### Декабрь 1940 — май 1941

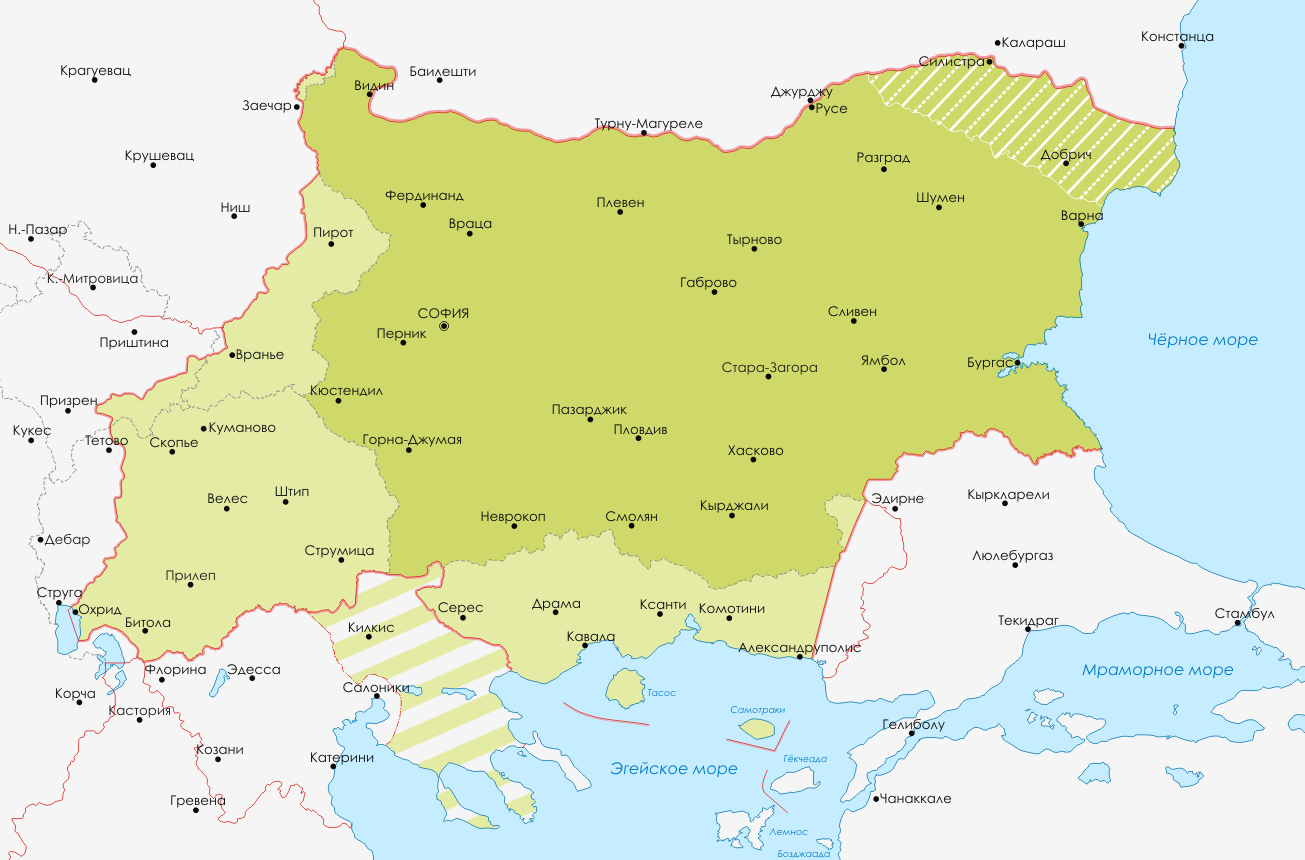
Карты Болгарии во время Второй мировой войны

В 1940 году немцы начали переоборудование портов Варна и Бургас для размещения боевых кораблей. Зимой 1940—41 гг. в Болгарию направили специальную группу советников люфтваффе (в распоряжении которой имелись учебные самолёты, самолёты связи и 10 истребителей «мессершмитт-109E»), чьей главной задачей было организовать подготовку болгарских аэродромов к приёму немецких самолётов. Одновременно в Болгарии началось строительство сети новых аэродромов, общее число которых должно было достигнуть пятидесяти.
13 декабря 1940 г. Гитлер подписал директиву № 20 о разработке плана вторжения в Грецию, получившего кодовое наименование операция «Марита» (die Weizung Nr.20a «Marita»). План предусматривал, что 12-я полевая армия должна при поддержке 8-го авиакорпуса начать наступление на Грецию с территории Болгарии.
До начала января 1941 года позиция Болгарии оставалась неопределённой, однако части вермахта, начавшие концентрироваться на румыно-болгарской границе, стали весьма серьёзным аргументом для царя Бориса III.
1 января 1941 года премьер-министр Болгарии Богдан Филов тайно прибыл в Австрию якобы для лечения, 3 января он встретился инкогнито с Иоахимом фон Риббентропом в железнодорожном вагоне на вокзале в Зальцбурге, после чего 4 января оба встретились с Гитлером в Бергхофе. На переговорах 3-4 января 1941 года стороны обсудили предварительные условия присоединения Болгарии к Тройственному пакту. Риббентроп и Гитлер добились согласия болгарского премьер-министра, а тот, в свою очередь, добился согласия болгарского царя на поддержку Тройственного пакта, хотя Борис III колебался до последнего и, по признанию самого Б. Филова, говорил, что «предпочитал абдикировать и броситься в объятия России, хотя это значило большевизировать Болгарию».
В январе 1941 года в Софии была открыта специальная немецкая транспортная служба, а 24 объекта транспортной инфраструктуры на территории Болгарии взяли под охрану немецкие охранные команды (в униформе военнослужащих болгарской армии). 2 февраля 1941 года Болгария и Германия подписали протокол о размещении немецких войск на территории Болгарии. В феврале 1941 года состоялись переговоры представителей болгарского генерального штаба и немецкого военного командования, на которых Болгария отказалась принять активное участие в боевых действиях против Греции и Югославии, но согласилась использовать свои пограничные войска, чтобы занять их приграничные территории, а также обязалась выдвинуть шесть дивизий к границе с Турцией.
19 февраля 1941 командование немецких вооружённых сил отдало распоряжение начать 28 февраля 1941 года наведение моста через Дунай (чтобы уже 2 марта 1941 начать переброску немецких войск из Румынии в Болгарию).
1 марта 1941 в Вене были подписаны документы о присоединении Болгарии к пакту «Рим — Берлин — Токио».
2 марта 1941 года немецкая 12-я армия вступила на территорию Болгарии с территории Румынии, на территории страны были размещены подразделения 8-го авиакорпуса люфтваффе. В ответ 5 марта 1941 года Великобритания разорвала дипломатические отношения с Болгарией.
25 марта 1941 года премьер-министр Югославии Д. Цветкович подписал Венский протокол о присоединении страны к пакту «Рим — Берлин — Токио», однако это решение вызвало массовые протесты и возмущение населения Югославии. 27 марта 1941 года в результате военного переворота правительство князя-регента Павла было низложено, а новое правительство генерала Д. Симовича объявило о разрыве союза с нацистской Германией. Эти события вызвали беспокойство царя Бориса, который обратил внимание немецкого военного командования на возможную угрозу правому флангу немецкой 12-й полевой армии со стороны югославской армии.

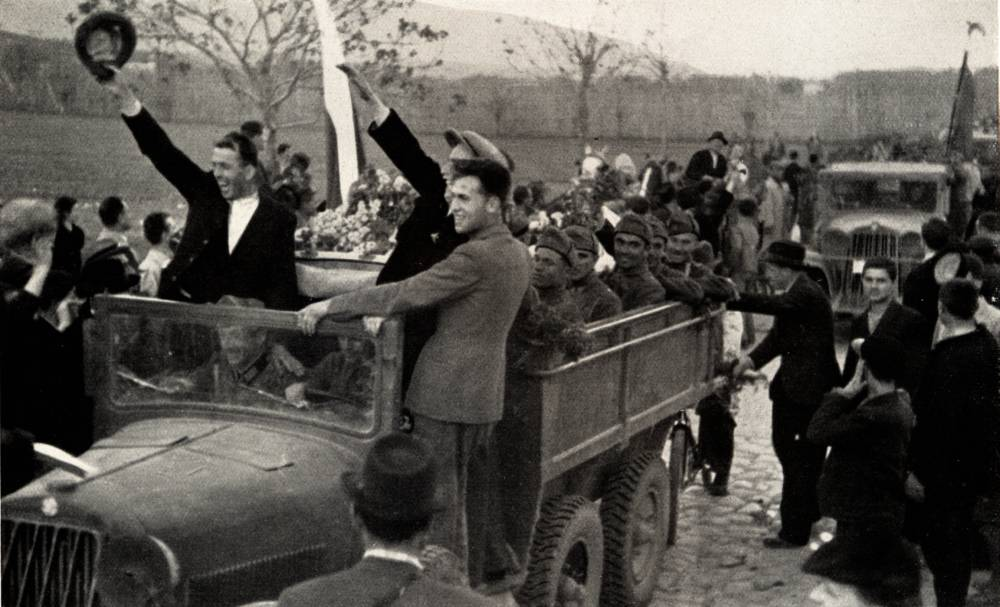
Болгарские войска входят в Вардар, Македония (апрель 1941)

4 апреля 1941 правительство Болгарии начало мобилизацию шести дивизий, но сообщило немцам, что болгарские войска не станут участвовать в войне против Югославии.
Утром 6 апреля 1941 началось немецкое вторжение в Югославию и Грецию. Болгария являлась союзником нацистской Германии и предоставила свою территорию для размещения немецких войск и авиации, однако болгарские вооружённые силы не принимали участия в боевых действиях. В это же время югославские и английские самолёты совершили несколько налётов на болгарские приграничные города, вызвав панику среди местного населения.
19-20 апреля 1941 года, в соответствии с соглашением между Германией, Италией и правительством Болгарии, части болгарской армии без объявления войны пересекли границы с Югославией и Грецией и оккупировали территории в Македонии и Северной Греции.
- на переговорах 20-21 апреля 1941 года в Вене была установлена демаркационная линия между итальянскими и болгарскими войсками в Албании («Венская линия»).
- 24 мая 1941 года между Болгарией и Италией были подписаны дополнительные соглашения, уточнившие разделение зон оккупации.

В результате в сентябре 1940 — апреле 1941 года в состав Болгарии вошли 42 466 км² территории с населением 1,9 млн чел. Возникла Великая Болгария от Чёрного до Эгейского моря. Кроме того, в качестве «благодарности» за помощь нацистской Германии, люфтваффе передали болгарской авиации 11 трофейных югославских бомбардировщиков Do-17Kb-l, в апреле 1941 года Германия передала болгарской армии 40 трофейных французских танков R-35, а в 1941 году Италия передала болгарской армии 100 армейских грузовиков FIAT 626.
Кроме земель, включенных непосредственно в состав Болгарии, болгарские войска осуществляли оккупационные функции в Македонии, Поморавии и Западной Фракии. На оккупированных территориях были созданы органы гражданской администрации (в том числе полиция), а также военизированные формирования «Охрана» («Οχράνα») из местных сторонников. На этих землях был создан Болгарский оккупационный корпус (три пехотные дивизии, флотилия, ряд отдельных частей), численность которого к конце 1943 года составляла около 58 000 человек. Корпус находился в подчинении командующего немецкой группой армий «Е».
24 апреля 1941 года министр иностранных дел Болгарии Иван Попов и немецкий дипломат Карл Клодиус подписали секретное соглашение между Германией и Болгарией («договор Клодиус — Попов»), в соответствии с которым нацистская Германия получила право разработки месторождений и добычи полезных ископаемых в Болгарии, а Болгария обязалась выплатить долги Югославии перед нацистской Германией и взять на себя расходы по содержанию немецких войск в Болгарии.

### Июнь 1941 — 8 сентября 1944
После нападения на СССР в июне 1941 Гитлер неоднократно требовал от царя Бориса отправки болгарских войск на Восточный фронт. Однако, опасаясь роста прорусских настроений, царь уклонялся от выполнения этого требования и Болгария фактически не участвовала в войне Германии против СССР. Тем не менее, участие Болгарии в оккупации Греции и Югославии и военные действия против греческих и югославских партизан высвободили немецкие дивизии для отправки на Восточный фронт. Дополнительно, в 1941 и 1942 болгарский генштаб направил несколько военных миссий из высокопоставленных офицеров генштаба, посетивших оккупированные земли СССР. Наиболее важная поездка состоялась в ноябре-декабре 1941, когда группа офицеров-генштабистов посетила две немецкие армейские группировки, Центр и Юг. Делегацию возглавлял начальник генштаба болгарской армии генерал-лейтенант Константин Лудвиг Лукаш, ведший дневник во время поездки; последняя завершилась встречей с Гитлером. По результатам поездки руководству страны был дан подробнейший отчёт, который, однако, не завершился вступлением Болгарии в полноценную войну против СССР.
17 июля 1941 года в порт Варна прибыл хорватский морской батальон, который проходил здесь обучение под командованием немецких инструкторов, а затем 22 сентября 1941 был направлен для участия в войне против СССР.
10-11 августа 1941 года в Москве состоялся I-й Всеславянский митинг, который призвал все славянские народы к священной войне против гитлеровской Германии (помимо славянских народов СССР, обращение подписали представители Польши, Чехословакии, Югославии и Болгарии).
Летом 1941 года в Болгарии возникло масштабное сопротивление, в котором приняли участие коммунисты и представители других политических сил — левого крыла аграриев, социал-демократов, «Звена», Союза офицеров и других противников союза с Германией.
25 ноября 1941 года Болгария присоединилась к «Антикоминтерновскому пакту».
После атаки на Пёрл-Харбор и объявления Германией войны США, 7 декабря 1941 года войну Болгарии объявили Канада, Австралия и Новая Зеландия, а 12 декабря 1941 года — Великобритания.
13 декабря 1941 года царь Борис III уступил германским требованиям, и Болгария объявила войну США и Великобритании.
- зимой 1941—1942 года немцы передали Болгарии 9 истребителей Messerschmitt Bf.109E, в дальнейшем поставки авиатехники были продолжены.

В начале 1942 года на территории Болгарии и Македонии был создан и начал работу филиал «Südost» немецкой военно-строительной организации «Тодт».
5 июня 1942 года США объявили войну Болгарии.
В июле 1942 года по инициативе лидера болгарской коммунистической партии Георгия Димитрова была создана коалиция Отечественный фронт.
Победа Красной Армии под Сталинградом и её наступление на запад в значительной степени способствовали развитию движения Сопротивления в Болгарии и изменениям в отношениях болгарского правительства с Германией.
В марте 1943 года партизанские отряды были объединены в Народно-освободительную повстанческую армию.
Весной-летом 1943 года на оккупированной территории Греции прошли массовые протестные выступления населения, которые сорвали планы по увеличению болгарской зоны оккупации Греции.
Летом 1943 года западные союзники начали воздушные бомбардировки территории Болгарии.
1 августа 1943 г. истребители болгарских ВВС сбили первые американские бомбардировщики — четыре B-24D, возвращавшиеся на базу после налёта на румынские нефтепромыслы в районе Плоешти. В целом, в течение войны болгарские лётчики сбили 117 самолётов западных союзников, которые совершали авианалёты на цели в Болгарии и нефтяные месторождения в Румынии.
Когда Германия стала терпеть военные поражения, царь Борис попытался прервать союз с Германией, но 28 августа 1943 после посещения штаб-квартиры Гитлера, скоропостижно скончался. Регентский совет, состоявший из брата Бориса принца Кирилла, премьер-министра Филова и генерала Николы Михова, с одобрения немцев взял на себя контроль в стране, правя от имени шестилетнего сына Бориса — Симеона. Филов и новый премьер-министр Добри Божилов последовательно проводили прогерманскую политику и демонстрировали лояльность по отношению к Германии.
18 мая 1944 года правительство СССР потребовало от правительства Болгарии прекратить оказание помощи немецкой армии.
Ухудшившееся военное положение вынудило Божилова уйти в отставку, и 1 июня 1944 был сформирован кабинет во главе с представителем правого крыла аграриев Иваном Багряновым. Новое правительство попыталось умиротворить СССР и внутреннюю оппозицию, а также достичь перемирия с США и Великобританией.
12 августа 1944 года правительство СССР повторно потребовало от правительства Болгарии прекратить оказание помощи немецкой армии.
26 августа 1944 года правительство Багрянова объявило о полном нейтралитете Болгарии и потребовало вывода германских войск из страны. При этом, правительство Багрянова не принимало мер, чтобы воспрепятствовать проходу отступавших немецких войск через территорию Болгарии.
В этот же день, 26 августа 1944 года командование немецких войск в Болгарии отдало приказ о переформировании всех немецких воинских частей в шесть боевых групп (в Варне, Русе, Пловдиве, Софии, Видине и Дупнице) и приведении их в боевую готовность «на случай антинемецких выступлений в Болгарии».
26 августа 1944 года и в последующие дни, после объявления о нейтралитете Болгарии:
- отступавшие с территории Румынии немецкие войска вступали на территорию Болгарии с техникой и вооружением, продолжали движение по территории Болгарии и проходили на территорию Югославии;
- в порт Русе прибыли 23 немецких судна, но правительство Болгарии не предприняло в их отношении никаких мер по интернированию;
- в период с 26 по 30 августа 1944 года, не встречая противодействия со стороны правительства Болгарии, немцы затопили 74 военных корабля, находившихся в болгарских портах (7 подлодок, 32 миноносца[уточнить], 4 крупных военных транспорта, 26 десантных барж и др.)

Встретив недоброжелательное отношение со стороны СССР и не добившись положительных результатов на переговорах о перемирии, правительство Багрянова ушло в отставку.
2 сентября к власти пришло новое правительство во главе с аграрием Константином Муравиевым, состоявшее из аграриев, демократов и представителей других партий. В течение недели новые власти Болгарии объявили политическую амнистию, прекратили исполнение смертных приговоров, отменило антисемитское законодательство, отправили в отставку регента Богдана Филова.
2 сентября 1944 года Военный совет Черноморского флота СССР утвердил план действий против немецких сил в портах Варна и Бургас, в соответствии с которым подводные лодки, торпедные катера и авиация флота должна была блокировать находившиеся в портах немецкие корабли в Варне и Бургасе, и при поддержке огня корабельной артиллерии высадить в порты десант морской пехоты. Но проведения операции не потребовалось в связи с выходом Болгарии из войны (в портах были высажены только небольшие десантные партии с самолётов «Каталина» 18-й отдельной авиаэскадрильи морской авиации Черноморского флота, которые не встретили сопротивления).
4 сентября 1944 немцы окружили и взяли в плен штаб 1-го болгарского корпуса, а также окружили болгарский полк в Битоле и предъявили командованию полка ультиматум с требованием сдать оружие. Командир полка полковник Дренский не решился отдать приказ вступить бой с немцами — он собрал офицеров, освободил их от присяги и застрелился. После этого немцы разоружили полк. Кроме того, немецкие войска и полиция начали задержание и интернирование граждан Болгарии (в дальнейшем их отправляли в концентрационный лагерь Зонненбург).
5 сентября правительство Муравиева объявило войну Германии, но по настоянию военного министра генерала Ивана Маринова объявление об этом было отложено на 72 часа. На самом деле, Маринов к тому времени уже согласовывал свои действия с коммунистами и другими деятелями Отечественного фронта.
Поскольку по состоянию на 5 сентября 1944 года на территории Болгарии насчитывалось 30 тыс. немецких военнослужащих, советское правительство направило болгарскому правительству ноту с сообщением о разрыве отношений с Болгарией и с объявлением состояния войны между Советским Союзом и Болгарией, ввиду того что Болгария фактически ведёт войну на стороне Германии против СССР.
5 сентября советские войска 3-го Украинского фронта во взаимодействии с Черноморским флотом вышли к румыно-болгарской границе в Добрудже, перешли границу Болгарии и начали продвижение по территории страны. Несмотря на состояние войны с СССР, в ходе Болгарской операции Красная армия не встречала никакого сопротивления со стороны болгарской армии, а население встречало советских военнослужащих с цветами и красными флагами.
- к этому времени, коммунисты и сторонники Отечественного фронта уже имели сильные позиции в болгарской армии, а к 9 сентября 1944 года солдатские комитеты, объединявшие коммунистов и сторонников Отечественного фронта, действовали в 210 из 250 воинских частей и подразделений болгарской армии[44].
- численность партизан составляла около 30 тыс. человек.

7 сентября 1944 года с советских самолётов над Болгарией были сброшены листовки с обращением командующего 3-м Украинским фронтом Ф. И. Толбухина к болгарской армии и болгарскому народу.
Когда 8 сентября Болгария обнародовала решение об объявлении войны Германии, сложилась необычная ситуация — страна одновременно находилась в состоянии войны с СССР, США, Великобританией и Германией.
После объявления войны Германии, правительство Болгарии объявило о конфискации имущества, принадлежавшего Германии, германским компаниям и германским гражданам.

## Политическая обстановка в Болгарии (1940—1944)
После присоединения Болгарии к Берлинскому пакту в распоряжение Германии были предоставлены экономические ресурсы страны. Болгарии был навязан неэквивалентный товарообмен.
В июне 1940 года при правительстве Болгарии была создана Дирекция внешней торговли, которая занималась вопросами торговли и экономического сотрудничества с нацистской Германией. В это же время Германия осуществила перевод расчётов в торговле с Болгарией на клиринговые соглашения, что соответствовало интересам Германии, но увеличило издержки Болгарии.
Также в 1940 году была создана Дирекция гражданской мобилизации при военном министерстве, и началась разработка первого мобилизационного плана развития экономики на 1942—1943 годы, который предусматривал увеличение сельскохозяйственного производства, развитие химической промышленности и строительство предприятий по производству синтетического каучука.
- в целом, в 1939—1944 косвенные налоги в стране увеличились в 2,4 раз, прямые налоги — более чем в 5 раз, в результате инфляции ухудшилось положение широких слоёв населения[47];
- ущерб, нанесённый экономике Болгарии в результате вывоза продовольственных и иных товаров в Германию, к концу 1941 года составил 7,4 млрд левов; к концу 1942 года — 13,4 млрд левов; к концу 1943 года — 20,3 млрд левов; к сентябрю 1944 года — 28,2 млрд левов[48].

Немецкий внешний долг Болгарии к сентябрю 1944 года составил 70 млрд левов.
Для охраны военных объектов и коммуникаций (морских портов Варна и Бургас, 16 аэродромов, железнодорожных станций и магистралей, линий связи), а также мест постоянной дислокации немецких воинских частей в Болгарии немецкое военное командование ввело в 1941 году в Болгарию воинский контингент (к началу января 1944 года общая численность немецких войск в Болгарии составляла 19,5 тыс. военнослужащих, а в дальнейшем была ещё более увеличена), расходы на содержание которого были возложены на правительство Болгарии.
В 1940—1941 годы были введены дискриминационные меры по отношению к немногочисленному еврейскому населению Болгарии. 29 декабря 1941 года была создана молодёжная фашистская организация «Бранник».
В 1942 году была запрещена деятельность ряда организаций, в том числе сионистов и масонов.
5 сентября 1942 года правительство Болгарии распорядилось закрыть консульство СССР в Варне. 15 сентября 1942 года активисты профашистских организаций при участии сотрудников болгарской полиции совершили налёт на консульство СССР в Варне. Правительство СССР направило правительству Болгарии ноту протеста, которая осталась без ответа.
В октябре 1942 года в Софии была открыта «антибольшевистская выставка», содержавшая клеветнические материалы о СССР. После двух нот протеста от СССР, выставка была закрыта.
В период с начала 1941 до 9 сентября 1944 гг. по расовым, религиозным основаниям и по причине деятельности в пользу стран Антигитлеровской коалиции либо проявлении симпатий к странам Антигитлеровской коалиции было интернировано, репрессировано и подверглось преследованиям 101 136 человек (из них 15 тыс. отбывали заключение в тюрьмах, 59 668 — в лагерях общего назначения и 6518 человек — в лагерях для евреев). Все они были освобождены к декабрю 1944 года.
Ни один еврей не был депортирован из Болгарии, однако с оккупированных Болгарией территорий Греции и Югославии при содействии болгарских оккупационных властей были депортированы 11 363 евреев.

## Участие в войне на стороне СССР (9 сентября 1944 — май 1945)

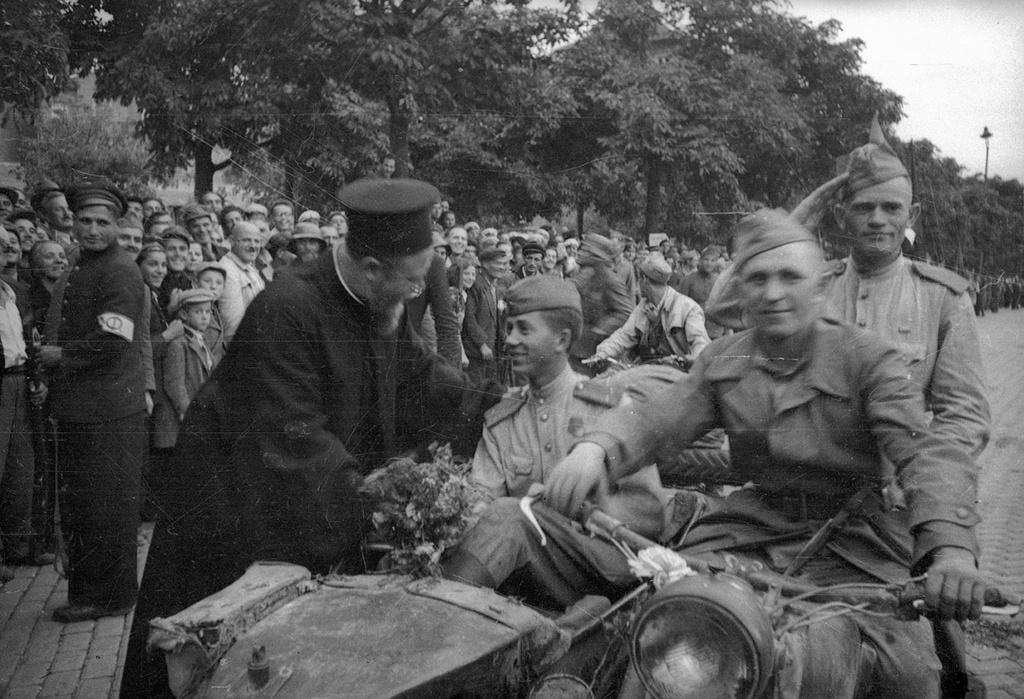
Жители Софии приветствуют советских воинов, фотография Евгения Халдея

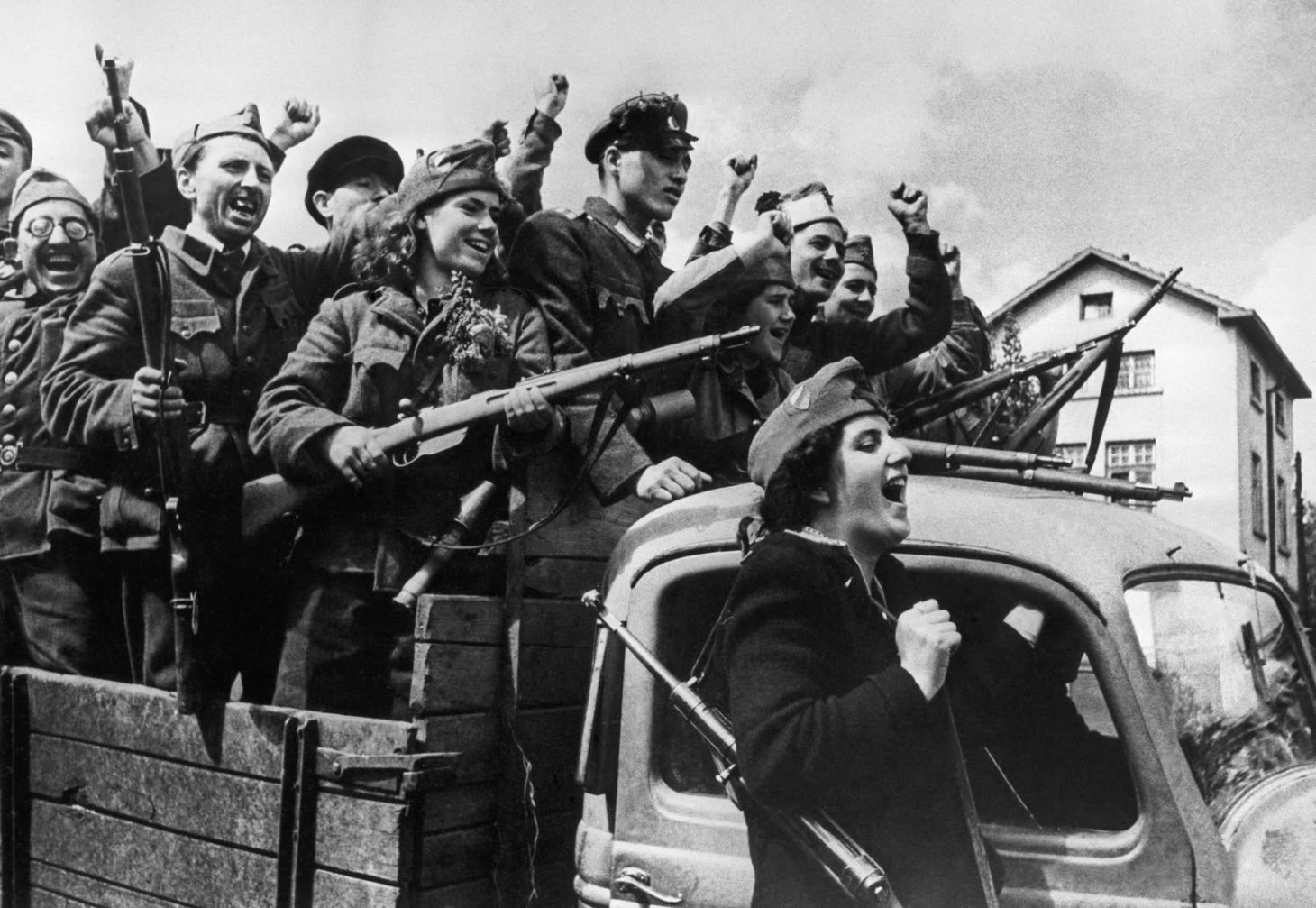
Болгарские партизаны, фотография Евгения Халдея, 9 сентября 1944 года

8—9 сентября 1944 года коммунисты, болгарская армия и их сторонники совершили государственный переворот и свергли правительство, сформировав правительство Отечественного фронта во главе с Кимоном Георгиевым.
В соответствии с директивой Ставки Верховного Главнокомандования, с 22 часов 00 минут 9 сентября 1944 года боевые действия советских войск против Болгарии были прекращены. В этот же день в районе города Битола в Македонии немецкие части окружили и разоружили части 15-й пехотной дивизии болгарской армии.
10 сентября 1944 года правительство Отечественного фронта объявило о расформировании полиции, жандармерии, роспуске фашистских организаций и создании народной милиции.
Также было объявлено о создании Болгарской Народной армии, в состав которой были включены партизаны и боевые группы, активисты сопротивления и 40 тыс. добровольцев. В общей сложности, до конца войны в новую армию были призваны 450 тыс. человек, из них 290 тыс. принимали участие в боевых действиях.
В то же время, часть прогермански настроенных солдат и офицеров перешла на сторону Германии, и в сентябре 1944 года из них была сформирована Болгарская противотанковая бригада войск СС (1-я болгарская) (свыше 700 чел.). Кроме того, сотрудники абвера сформировали из болгар диверсионную группу Черкасова, которая была уничтожена в Пиринском крае.
10-11 сентября 1944 года в районе Белоградчик немецкие войска оттеснили болгарские части от границы с Югославией и захватили город Видин.
16 сентября 1944 года советские войска вступили в Софию. В этот же день в венском отеле «Империал» бывший премьер-министр Болгарии А. Цанков объявил о создании Национального правительства Болгарии в изгнании, которое действовало при поддержке нацистской Германии.
17 сентября 1944 года в районе города Кула болгарские партизаны из отряда имени Г. Бенковского и советские подразделения вступили в бой с немецкими подразделениями, пытавшимися прорваться из Греции в Югославию через территорию Болгарии. После того, как советские "катюши" дали залп по немецким войскам, немцы отступили. В 1947 году в память об этом сражении в центре города был установлен памятник. 
19 сентября 1944 года правительство Отечественного фронта начало мобилизацию.
25 сентября 1944 года Болгария разорвала дипломатические отношения с Венгрией.
5 октября 1944 года в городе Крайова при посредничестве СССР было заключено соглашение между правительством Болгарии и Национальным комитетом освобождения Югославии о военном сотрудничестве и взаимодействии между болгарскими войсками и частями НОАЮ в ходе боевых действий на территории Югославии.
10 октября 1944 года Болгария завершила эвакуацию чиновников и сотрудников гражданской администрации с ранее занятой территории Греции, 11 октября 1944 года с территории Греции был начат вывод войск, который был завершён 25 октября 1944 года.
28 октября 1944 года в Москве было подписано перемирие между Болгарией и СССР.
В соответствии с соглашением, до конца войны СССР передал Болгарии вооружение для оснащения пяти пехотных дивизий: 30 тыс. винтовок, карабинов и автоматов; 2 тыс. станковых и ручных пулемётов; 300 противотанковых ружей, свыше 800 орудий и миномётов, а также боеприпасы и иное снаряжение и военное имущество. Кроме того, в качестве военных советников в Болгарскую народную армию были направлены 33 советских офицера. При советском военном командовании была аккредитована болгарская военная миссия, которую возглавил генерал А. Крыстев.
Болгарские войска участвовали в боевых действиях против Германии на территории Югославии, Венгрии и Австрии, принимали участие в Белградской операции, совместно с подразделениями НОАЮ освободили город Куманово
- 28 сентября 1944 года 2-я болгарская армия начала наступление на юго-запад от города Пирот, в направлении на Лесковац и Ниш. 30 сентября болгарские части совместно с партизанами НОАЮ заняли населённый пункт Власотинце (в 14 км к юго-востоку от города Лесковац).
- 8-14 октября 1944 года в ходе наступательной операции в районе города Ниш части 2-й болгарской армии, советских и югославских войск разгромили 7-ю горную дивизию СС «Принц Евгений»[65].
- 15 октября 1944 года перешла в наступление в Македонии 4-я болгарская армия, которая нанесла поражение 22-й пехотной дивизии вермахта, 10 ноября 1944 заняла город Велес, а затем — город Скопле[65].
- 22 октября — 21 ноября 1944 в ходе наступательной операции 2-я болгарская армия и 1-я болгарская бронетанковая бригада при содействии X бригады НОАЮ освободили район Косово Поле, города Приштина, Косовска-Митровица и Вучитрн.
- 6-15 марта 1945 — в составе войск 3-го Украинского фронта 1-я болгарская армия участвовала в сражении у озера Балатон. Отразив атаки противника в межозерье Веленце — Балатон, болгарские войска овладели городами Драва Саболч, Драва Полконя и несколькими другими населёнными пунктами[65]
- 20 марта 1945 года советские, болгарские и югославские войска перешли в наступление в районе Валпово, отбросив немецкие части на южный берег реки Драва[65].
- 15 апреля 1945 — болгарские войска и части НОАЮ освободили город Дони-Михоляц[68]
- активно действовали болгарские военно-воздушные силы:

- бомбардировщики Do-17 в период после 9 сентября 1944 года выполнили 350 самолёто-вылетов с нанесением бомбовых ударов по немецким войскам
- самолёты-разведчики FW.189 выполнили 314 боевых вылетов на разведку, патрулирование и штурмовку наземных целей
- истребители наносили штурмовые удары по колоннам немецких войск, прорывавшихся из Греции через территорию Югославии на север и северо-запад.

- корабли болгарского военно-морского флота участвовали в разминировании акватории Чёрного моря и русла реки Дунай (разминирование было завершено в 1948 году)[71].
- части болгарской армии совместно с советской 37-й армией были размещены в районе границы с Турцией, у которой была сосредоточена крупная группировка турецкой армии (несколько корпусных управлений, 20 пехотных и 1 мотомеханизированная дивизия, 3 кавалерийские бригады и 1 бронебригада), обеспечив защиту фланга наступавших войск 3-го Украинского фронта. В результате, руководство Турции (рассматривавшее ранее возможность нападения на Болгарию) отказалось от вторжения[72].
- Болгария оказала помощь в снабжении продовольствием советских войск[73] и лечении раненых советских военнослужащих[74]. В софийских авторемонтных мастерских ремонтировали автомобильную технику Советской Армии[75].

В результате боевых действий болгарских войск, немецкие войска потеряли 69 тыс. военнослужащих убитыми и пленными, 21 самолёт (20 самолётов были уничтожены и один He-111 — захвачен), 75 танков, 937 орудий и миномётов, 4 тыс. автомобилей и транспортных средств (3724 автомашины, а также много иной техники: тягачей, мотоциклов и др.), 71 паровоз и 5769 вагонов, значительное количество вооружения, боеприпасов, снаряжения и военного имущества.
В период с начала сентября 1944 года до окончания войны в боях против немецкой армии и её союзников потери болгарской армии составили 31 910 военнослужащих; 360 солдат и офицеров болгарской армии были награждены советскими орденами, 120 тысяч военнослужащих — медалью «За победу над Германией в Великой Отечественной войне 1941—1945 гг.». Три раза  Болгарская Народная армия была отмечена в приказах Верховного Главнокомандующего Вооружёнными Силами СССР (при этом, всего за период Великой Отечественной войны было издано 373 благодарственных приказа, и ещё 5 приказов были изданы за войну с Японией).
Кроме того, в 1941—1945 гг. болгарские антифашисты (граждане Болгарии и политэмигранты, получившие гражданство СССР) воевали в качестве военнослужащих Красной Армии и принимали участие в советском партизанском движении на оккупированной территории СССР. Только в рядах Красной Армии воевали 223 болгарина и 151 из них погибло.
По официальным данным правительства Болгарии, прямые военные расходы Болгарии за период ведения военных действий на стороне стран антигитлеровской коалиции составили 95 млрд левов.
750 советских солдат и офицеров были награждены боевыми орденами и медалями Болгарии, 96 тысяч военнослужащих — медалью «Отечественная война 1944—1945 гг.».
Поддержка Болгарии, оказанная СССР, выразилась также в репатриации в Советский Союз советских военнопленных. По состоянию на 30 декабря 1944 года из Болгарии в СССР были репатриированы 629 советских военнопленных (репатриация началась в последних числах декабря 1944 года, так как по состоянию на 20 декабря 1944 года не значилось ни одного советского военнопленного, репатриированного из Болгарии в СССР).

## Послевоенные события
После установления социалистического строя, на территории страны начали действовать вооружённые подпольные группы (четы) состоявшие из несогласных с политикой правящей партии. Когда Коммунистическая партия Болгарии начала проводить политику коллективизации, отряды приобрели народную поддержку, что вылилось в длительное вооружённое противостояние. Группы противников режима организовали, так называемое Горянское движение («лесными людьми»; болг. гора — лес), которое проводило вооружённые акции с 1947 по 1956 годы. Горяне выступали против коммунистического строя, насильственной коллективизации и национализации, политических репрессий, «советизации» Болгарии и за возвращение свободы, демократии и рыночной экономики. В конце 1950-х их деятельность практически полностью прекратилась.
После Сентябрьской революции лица, определявшие прогерманскую политику Болгарии в 1940—1944 гг., военные преступники, действовавшие в Болгарии сотрудники и агенты спецслужб стран «оси», а также иные активные пособники нацистов были привлечены к ответственности. Уже в первые дни после прихода к власти правительства Отечественного фронта вооружённые силы были очищены от сторонников стран «оси» (10 армейских офицеров были арестованы, ещё 379 — уволены), в дальнейшем была прекращена деятельность 63 фашистских и националистических организаций («Бранник», «Союз офицеров запаса», «Отец Паисий» и др.) и 22 организаций русских белоэмигрантов. В общей сложности, с начала сентября 1944 года до 1 мая 1945 года в стране были проведены 137 судебных процессов; из 11469 подсудимых (среди которых были 3 члена регентского совета, 10 советников царского двора, 42 министра, 109 депутатов народного собрания, немецкий военный атташе и 32 иных сотрудника немецкого посольства, несколько сотрудников посольства Италии и военный атташе Венгрии) 2825 человек были осуждены к смертной казни, 1359 — к пожизненному тюремному заключению, 4709 — к различным по продолжительности срокам тюремного заключения, 740 — осуждены условно.
24 июня 1945 года правительственная делегация Болгарии присутствовала на Параде Победы, а представители Болгарской Народной Армии — участвовали в Параде Победы.
10 февраля 1947 года на Парижской мирной конференции был подписан мирный договор, в соответствии с которым Болгария была обязана выплатить репарации в размере 70 млн долларов в течение 8 лет. Все германские активы в Болгарии переходили по этому соглашению к СССР.
В ходе переговоров правительство Греции при поддержке со стороны Великобритании выдвинуло требование выплатить 1 млрд долларов США в качестве компенсации за оккупацию греческих территорий в период Второй мировой войны, но правительство Народной Республики Болгарии, при поддержке со стороны СССР, отклонило эти требования.

## Оценка событий в послевоенное время
В стране было установлено огромное количество памятников участникам антифашистского движения Сопротивления и советским воинам, погибшим за освобождение Болгарии (самый известный из них — «Алёша», стоящий на вершине одного из холмов в городе Пловдив). Интересно, что партизан было 2500-3000 человек, а после переворота их оказалось 60 000 человек. На территории Болгарии не велись военные действия и не погиб от немецкой пули ни один красноармеец. До 5 сентября 1944 года всё оружие для партизан было местное, трофейное или английское, полученное от югославских партизан. Советское оружие не доставлялось, чтобы это не привело к разрыву дипотношений. Кроме того, город Добрич в 1949—1990 носил имя маршала Фёдора Толбухина, а город Варна 4 года носил имя самого Иосифа Сталина.